# Chorągiew husarska koronna królewicza Aleksandra Sobieskiego

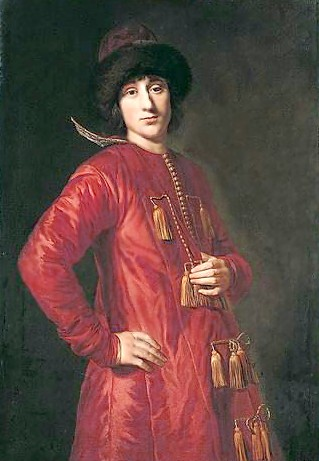
Królewicz Aleksander Sobieski herbu Janina (1677 – 1714), patron chorągwi

Chorągiew husarska koronna królewicza Aleksandra Sobieskiego – chorągiew husarska koronna II połowy XVII wieku, okresu wojen Rzeczypospolitej z Turcją i Rosją.
Patronem chorągwi był syn króla Jana III Sobieskiego, królewicz Aleksander Benedykt Sobieski, natomiast faktycznym dowódcą – Zygmunt Zbierzchowski.
Żołnierze chorągwi znaleźli się w kompucie wojsk koronnych pod Wiedniem w 1683 (149 koni) i wzięli udział w wojnie polsko-tureckiej 1683 – 1699.